# Arsénio Martins Lafuente Nunes
Arsénio Martins Lafuente Nunes, meglio noto come Arsénio (Esposende, 3 agosto 1989), è un calciatore portoghese, centrocampista del Lourosa.

## Carriera
L'8 luglio 2023 viene acquistato dall'União Leiria.
Il 31 gennaio 2025 rescinde il proprio contratto con il club.

## Palmarès

### Club

#### Competizioni nazionali
- Segunda Liga: 1

Belenenses: 2012-2013